# Beoordelingsverklaring
Een beoordelingsverklaring is een accountantsverklaring met betrekking tot een door hem uitgevoerde beoordeling van een overzicht met historische financiële informatie. Vaak is dit overzicht een jaarrekening, maar het kan ook een ander overzicht betreffen, zoals het verzekerd belang of een ontvangsten- en uitgavenoverzicht, bijvoorbeeld een subsidieafrekening. Het bestuur van een vennootschap, stichting, etcetera, is verantwoordelijk voor de opstelling van het overzicht, de accountant beoordeelt deze en rapporteert daarover door middel van zijn beoordelingsverklaring. 
In grote lijnen zijn er drie soorten controleverklaringen:
1. Een beoordelingsverklaring met een goedkeurend oordeel
2. Een beoordelingsverklaring met een afkeurend oordeel
3. Een beoordelingsverklaring met beperking

Het oordeel in een beoordelingsverklaring is negatief geformuleerd: "er is niet gebleken dat...". De accountant zegt met deze verklaring dat hij gegeven de werkzaamheden die hij heeft uitgevoerd (cijferbeoordelingen, verbandscontroles, detailcontroles) niets heeft geconstateerd dat het getrouwe beeld van de jaarrekening in twijfel trekt. Echter, doordat de accountant de werking van de administratieve organisatie niet heeft getoetst kunnen onjuistheden die bij het tot stand komen van de informatie ontstaan zijn onopgemerkt blijven. 
De beoordelingsverklaring is vooral nuttig voor huishoudingen die te weinig personeel hebben voor de noodzakelijke functiescheidingen tussen bevoegdheden. In dat geval heeft het geen zin om de werking van de administratieve organisatie te toetsen en zonder zo'n toetsing kan over het algemeen niet die mate van zekerheid worden verkregen die noodzakelijk is voor een controleverklaring.
Er kunnen ondanks een goed uitgevoerde beoordeling toch onzekerheden in de beoordeling of bedenkingen tegen de verantwoording overblijven. Deze kunnen materieel (kunnen het oordeel van een lezer van een verantwoording beïnvloeden) zijn of van diepgaande invloed (verantwoording geeft geen getrouw beeld). Is na beoordeling de onzekerheid of bedenking wel materieel, maar niet van diepgaande invloed, dan verstrekt de accountant een verklaring met beperking. Is de (overgebleven) onzekerheid in de beoordeling van diepgaande invloed, dan volgt een beoordelingsverklaring waarin geen enkele zekerheid wordt verstrekt. Is een bedenking tegen de verantwoording van diepgaande invloed, dan volgt een afkeurende beoordelingsverklaring. 
Een opdrachtgever mag de aan hem verstrekte beoordelingsverklaring niet openbaar maken tenzij de accountant expliciet daarvoor toestemming heeft gegeven.